# Lithocarpus cyclophorus
Lithocarpus cyclophorus (Endl.) A.Camus – gatunek roślin z rodziny bukowatych (Fagaceae Dumort.). Występuje naturalnie w Malezji i Indonezji (na Sumatrze oraz w Kalimantanie). 

## Morfologia
PokrójZimozielone drzewo dorastające do 45 m wysokości. Pień czasem z korzeniami podporowymi. Kora jest popękana i ma brązowoczerwoną barwę.
LiścieBlaszka liściowa jest nieco skórzasta i ma eliptyczny kształt. Mierzy 10–31,5 cm długości oraz 5–12,5 cm szerokości, ma ostrokątną nasadę i ostry wierzchołek. Ogonek liściowy jest nagi i ma 15–27 mm długości. Przylistki mają równowąski kształt i osiągają 8 mm długości.
OwoceOrzechy osadzone pojedynczo w początkowo stożkowatych miseczkach, które z czasem przybierają kształt kubeczkowaty.

## Biologia i ekologia
Rośnie w lasach. Występuje na wysokości od 500 do 1200 m n.p.m.